# 북한에 있는 일본인들
북한에 거주하는 일본인은 북한에 거주하는 일본계 사람들이다. 주로 소련 전쟁 포로, 재일 한국인 송환에 동행하는 일본인, 탈북자, 납치 피해자 등 네 그룹으로 구성되어 있다. 생존자 수는 알려지지 않았다.

## 배경
1945년, 제2차 세계대전이 끝나고 일본 제국이 붕괴되면서, 38선 이북 지역에는 약 20만 명의 일본인 식민지 주민이 고립되었으나, 곧바로 일본으로 송환되었다. 전쟁 이후 북한으로 유입된 일본인들 중 가장 이르고 규모가 컸던 집단은 비자발적으로 이동한 2만 7천 명의 소련 포로들이었다. 이들의 현재 행방은 알려지지 않았으며, 러시아의 기록에 따르면 건강에 문제가 있는 사람들만 북한으로 보내졌고, 건강한 남성들은 소련에 남아 강제노동을 한 것으로 추정된다.

## 재일 조선인 송환자들의 배우자들
1959년부터 재일 조선인을 위한 송환 운동이 시작되면서 일본인의 자발적인 북한 이주는 시작되었다. 이 운동은 민족운동단체이자 사실상 북한 대사관 역할을 한 조총련이 주도하였다. 조총련은 당시 재일 한국인을 “공산주의자”이자 “범죄자”로 본 주일 미국 대사 더글러스 맥아더 2세의 표현처럼, 일본과 미국 정부의 묵인 속에 활동하였다. 이들 정부는 재일 소수 민족 인구를 줄이는 방법으로 이 송환 운동을 환영하였다. 총 6,637명의 일본인이 한국인 배우자를 따라 북한으로 이주한 것으로 추정되며, 이 중 1,828명은 일본 국적을 유지하였다. 1960년대 들어서는 북한에 이주한 한국인과 일본인들이 겪는 열악한 경제 상황, 사회적 차별, 정치적 억압에 대한 소문이 일본으로 퍼지면서 이주자 수는 급감하였다.

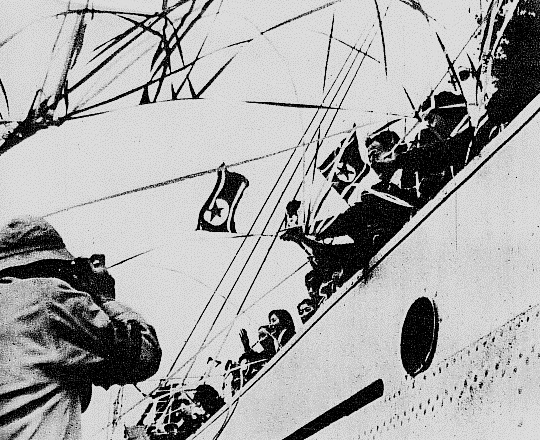
일본에서 한국인의 송환

북한 탈북자인 강철환에 따르면, 그는 이 송환 운동에 참여한 부부의 자손으로, 북한 역사상 최초의 반정부 시위는 북한 남성과 결혼한 일본인 아내들에 의해 평양에서 일어났다고 한다. 그들은 귀국 허가를 요구하는 항의 시위를 벌였다. 강철환은 또한 함경남도 탄광에 시찰을 나온 김일성 앞에 한 일본인 여성이 나타나, 일본으로 돌아가게 해달라고 직접 애원했다는 일화를 전했다. 이 두 사건은 1970년대 북한에서 일본 이주민들에 대한 숙청의 계기가 되었으며, 이로 인해 많은 조총련 출신들과 그 가족들이 수용소로 보내지거나 처형되었다. 북한으로 이주한 일본인의 약 3분의 2는 실종되었거나 생사가 알려지지 않은 상태이다. 그러나 이러한 가혹한 정치 상황에도 불구하고 북한으로의 이주는 1984년까지 완전히 중단되지 않았다.
1997년 기준, 북한은 일본 정부에 자국 내 생존 일본인의 명단을 제공하기를 거부하였으며, 단지 소규모 그룹(10~15명)의 방일만을 허용하였다. 또한 일본 측이 이 방문을 “귀국 방문”이라 부르는 것에 강하게 반발하며, “임시 방문자” 혹은 심지어 “정부 사절단”이라고 표현할 것을 요구하였다.

## 탈북과 납치
1970년, 일본공산주의자동맹 적군파(일본 적군의 전신) 소속 9명이 일본항공 351편을 납치한 사건 이후, 이들은 북한 평양에서 정치적 망명을 받은 것으로 알려져 있다. 이들 중 두 명은 태국에서 일본 경찰에 체포되었고, 두 명은 북한에서 사망하였으며, 나머지 다섯 명은 여전히 평양에 거주 중인 것으로 추정된다. 2004년에는 이들 중 네 명이 교도통신과의 인터뷰 및 사진 촬영을 통해 생존이 확인되었다.
또한 북한은 1977년부터 1983년 사이에 약 70~80명의 일본인을 납치한 것으로 추정된다. 이는 일본어를 북한의 정보요원들에게 가르치기 위한 목적이었던 것으로 보인다. 그러나 북한 정부는 공식적으로 단 16건의 납치만을 인정하고 있다.
2003년에는 일본인 시민이자 옴 진리교의 전 신도였던 키타가와 카즈미가 압록강에서 중국 관광선에서 뛰어내려 수영으로 북한으로 건너가 망명을 요청하였다. 그녀는 일본항공 351편 납치 사건 이후 처음으로 북한으로 탈북한 일본인이 되었다. 그러나 2년간 호텔에 머무르며 방 상태, 의복, 경호원의 지속적인 감시에 불만을 제기한 끝에, 결국 일본으로의 귀환을 요청하여 돌아가게 되었다.

## 일본 혈통의 주요 북한
- 김정은 (1982 출생), 북한 지도자
- 고용희 (1952–2004), 김정은의 어머니
- 김여정 (1987 출생), 북한의 정보부 부국장, 김정은의 여동생
- 김정철 (1981 출생), 김정은의 형제

조선민주주의인민공화국 국기

## 참조
1. ↑  Williams, Brad; Mobrand, Erik (2010년 5월). “en: Explaining Divergent Responses to the North Korean Abductions Issue in Japan and South Korea” [kr: 일본과 한국에서 북한 납치 문제에 대한 상반된 대응]. 《The Journal of Asian Studies》 (영어) 69 (2): 507–536. doi:10.1017/S0021911810000070. ISSN 1752-0401.
2. ↑  Byun eunjin (2021년 2월). “en: Memories on Colonial Korea and Repatriation of the Japanese in the North of the 38th Parallel - centering around Isogaya-Sueji’s writings” [kr: 일제강점기 조선과 38선 이북 일본인의 송환에 관한 기억 — 이소가야 스에지의 저작을 중심으로]. 《The Journal of Humanities and Social Sciences》 22 (1): 1–28. doi:10.15818/IHSS.2021.22.1.1.
3. ↑  “en: North Korean troops have been captured in Russia's war. Can they end up in South Korea?” [kr: 북한 군인들이 러시아 전쟁에서 포로로 잡혔다. 이들이 한국에 오게 될 수 있을까?] (영어). 2025년 5월 20일. 2025년 6월 11일에 확인함.
4. ↑  Morris-Suzuki, Tessa (2007년 3월 13일). “en：The Forgotten Victims of the North Korean Crisis” [kr：북한 위기의 잊혀진 희생자들] (PDF). Nautilus Institute. 2007년 3월 15일에 확인함.
5. ↑  《North Korea》. 1994. 2007년 3월 16일에 확인함. See section "Koreans Living Overseas".
6. 1 2  Kim, Yong Mok (November 1997). “en：The Dilemma of North Korea's Japanese Wives” [kr：북한에 있는 일본인 아내들의 딜레마]. 《Japan Policy Research Institute Critique》 4 (10).
7. ↑  Kang, Chol-hwan (2003년 12월 5일). “en：Ethnic Koreans in Japan Victimized by the North Korean Regime's Frau” [kr：북한 정권에 의해 피해를 입은 일본 내 재일동포 여성들]. 《The Chosun Ilbo》. 2007년 3월 16일에 확인함.
8. ↑  “en：Movements of the Japanese Red Army and the "Yodo-go" Group"” [kr：일본 적군파와 '요도호' 그룹의 움직임] (PDF). National Police Agency, Japan. 2003. 2007년 3월 15일에 확인함.
9. ↑  Asian Political News (Kyodo) (2002년 11월 25일). “en:N. Korean defector says 70-80 Japanese abducted by North” [kr:북한 탈북자가 밝힌 북한에 의해 납치된 일본인 70\~80명]. 《Asian Political News》. 2007년 3월 15일에 확인함.
10. ↑  “en：North Korea rejects DNA link to Megumi Yokota abduction case” [kr：북한, 요코타 메구미 납치 사건의 DNA 연관성 부인] (PDF). Associated Press. 2007년 3월 15일에 확인함.
11. ↑  Green, Shane (2003년 11월 21일). “en：Cult saga of sex, spies and defection” [kr：섹스, 스파이, 탈출의 컬트 전설]. 《The Sydney Morning Herald》. 2009년 6월 1일에 확인함.
12. ↑  “en：Defector gives up on North Korea” [kr：탈북자가 북한에 대한 희망을 포기하다]. 《BBC News》.